# Bateria de níquel-hidrogênio

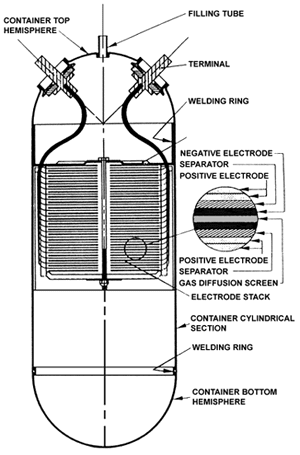

Uma bateria de híquel-hidrogênio  (NiH2 or Ni–H2) é uma fonte de energia eletroquímica baseada em níquel e hidrogênio.Difere de uma bateria de níquel-hidreto metálico pelo uso do hidrogênio em forma gasosa, armazenado em uma célula eletroquímica a até 1200 psi (82.7 bar) de pressão. A bateria de níquel-hidrogênio foi pateanteada em 25 de fevereiro de 1971 por Alexandr Ilich Kloss e Boris Ioselevich Tsenter nos Estados Unidos.
Células NiH2 usando 26% de didróxido de potássio (KOH) como um eletrólito têm apresentado uma vida útil de mais de 15 anos a 80% de profundidade de descarga (DOD).
A densidade de energia é 75 Wh/kg, 60 Wh/dm3Razão potência-peso 220 W/kg. A tensão de curso-circuito é 1.55 V, a tensão média durante descarga é 1,25 V.
Enquanto a densidade de energia é somente cerca de um terço daquele de uma bateria de lítio, a qualidade distintiva da bateria de níquel-hidrogênio é sua longa vida útil: podem suportar mais de 20 000 ciclos de carga com 85% de eficiência energética e 100 de eficiência de faraday.